# Anglický pravopis
Anglický pravopis představuje pravidla písemného záznamu angličtiny. Tento pravopis patří k nejvíce stabilním na světě. Nebyl v minulosti výrazně reformován, proto existují v současné angličtině značné rozdíly mezi psanou podobou a výslovností.

## Písmo
Angličtina využívá latinské hláskové písmo – latinku – v jeho základní podobě bez diakritiky. Diakritika se zachovává pouze u slov a vlastních jmen cizího původu (francouzština, němčina, španělština), zvláště nejsou-li v angličtině zdomácnělá.
Anglická abeceda má 26 písmen.

## Historický pravopis
Současný pravopis odráží stav anglického jazyka v době okolo roku 1400 (viz obrázek). Zachovává tedy historické principy, ale nebere ohled na výrazné změny fonologického systému, tedy výslovnosti. Není proto přímo fonetický, není zde jednoduchý vztah mezi fonémy (hláskami) a grafémy (písmeny). Stejný zvuk se v různých slovech zaznamenává různými způsoby a naopak stejný znak nebo skupina v písmu se čte různě. U každého slova je třeba znát nazpaměť jeho výslovnost a pravopis zvlášť. Různý způsob zápisu často rozlišuje stejně znějící slova (homofony), např.
/biː/ be (být) x bee (včela)
Nejstarší písemné památky staroanglického období po příchodu germánských kmenů do Anglie jsou psány germánským runovým písmem (anglosaský futhork).
Později, po přijetí křesťanství (7. století) se vlivem církevní latiny začala používat latinka.
Po dobytí Anglie Normany (1066) převládla až do 14. století jako úřední jazyk francouzština, která měla na angličtinu výrazný vliv. I v tomto období vznikaly literární památky psané anglicky. Stará a střední angličtina byla psána foneticky, pravopis v této době poměrně dobře vystihoval výslovnost. Jazyk tehdy nebyl standardizovaný, proto se u jednotlivých autorů liší pod vlivem nářečí. V těchto textech najdeme znaky, které se v moderní angličtině nepoužívají:
- Æ (ash) [æ],
- ð (eth) [ð],
- þ (thorn) [θ] a
- ȝ (yogh) [ɣ], [g], [j].

Angličtina se opět začala prosazovat v úředním styku koncem 14. století. Za vlády Jindřicha V. (1413–1422) byl pro úřední účely z londýnského dialektu vytvořen tzv. kancléřský standard (Chancery Standard), který je základem moderního anglického spisovného jazyka včetně pravopisu. Ten se začal postupně stabilizovat okolo roku 1600 ve slovnících. Zásadní význam pro kodifikaci pravopisu měl Slovník anglického jazyka (A Dictionary of the English Language), který sestavil a popravé roku 1755 publikoval Samuel Johnson.
Mezi 15. a 18. stoletím ale proběhly výrazné změny výslovnosti, především v systému samohlásek (tzv. Great Vowel Shift). Tyto změny se nepromítly v pravopisu, proto je v současné době velký rozdíl mezi mluvenou a psanou podobou angličtiny. Pokusy o reformy pravopisu obvykle selhaly.
Relativně nejzásadnější změnou anglického pravopisu je zavedení amerického pravopisu v USA, který je oproti britskému standardu mírně zjednodušen. Jeho autorem je Noah Webster (1758–1843), otec známého slovníku An American Dictionary of the English Language (Americký slovník anglického jazyka, 1828). Tím se poněkud rozešly pravopisné standardy USA a Británie, které ale nebrání oboustrannému porozumění textům. Websterův slovník americké angličtiny po jeho smrti začal vydávat nakladatel Merriam a je dodnes invovovaný a vydávaný pod názvem Merriam-Webster. Funkci referenční příručky pro britský pravopis převzal po Johnsonově slovníku rozsáhlý Oxford English Dictionary (Oxfordský slovník angličtiny), poprvé vydaný v letech 1884–1928.
Vývoj samohlásek od staroanglického období po současnou angličtinu:

## Vztah mezi výslovností a písmem
Lze vysledovat určitý vztah mezi grafickým záznamem a výslovností. Lze tedy odhadnout způsob čtení konkrétního slova s jistou pravděpodobností. Navíc dost komplikovaná pravidla ještě mají velké množství výjimek. Tato pravidla se týkají:
- samohlásek v přízvučných slabikách,
- samohlásek v nepřízvučných slabikách,
- souhlásek,
- některých standardních skupin kombinovaných ze samohlásek a souhlásek.

### Samohlásky v přízvučných slabikách
Výslovnost přízvučných samohlásek závisí na tom, zda je daná slabika v písmu otevřená či zavřená (tj. ukončená souhláskou). Její výslovnost dále ovlivňuje následující <r>, které v mnoha nářečích není vyslovováno. Pravidla jsou shrnuta v následující tabulce, která uvádí standardní britskou výslovnost (tzv. Received Pronunciation):
| Grafém | Zavřená  | Otevřená       | Zavřená + r    | Otevřená + r   |
| ------ | -------- | -------------- | -------------- | -------------- |
| a      | /æ/ man  | /eɪ/ mane      | /ɑː/ mar       | /ɛə/ mare      |
| e      | /ɛ/ met  | /iː/ mete      | /ɜː/ her       | /ɪə/ here      |
| i, y   | /ɪ/ win  | /aɪ/ wine, sky | /ɜː/ fir       | /aɪə/ fire     |
| o      | /ɒ/ mop  | /əʊ/ mope      | /ɔː/ for, fore | /ɔː/ for, fore |
| u      | /ʌ/ hug  | /juː/ huge     | /ɜː/ cur       | /jʊə/ cure     |
| u      | /ʊ/ push | /uː/ rude      | --             | /ʊə/ sure      |

Tzv. němé (nehlasné) e, psané na konci slov, není vyslovováno, má pomocný význam podobně, jako v jiných jazycích diakritická znaménka. Zajišťuje, že předcházející slabika je chápána jako otevřená. Ovlivňuje tedy její výslovnost. Toto -e se vypouští před příponami -ed a -ing:
- mine – mined, mining

Jsou-li tyto přípony připojovány k zavřené slabice, zdvojuje se koncová souhláska, čímž zůstává zachována zavřenost této slabiky:
- log – logged, logging

#### I – Y
Na konci slov se až na výjimky (např. I, hi) nepíše -i, místo něj bývá -y. Připojením přípon (sufixů) se y mění v i(e), např. v těchto případech:
- při odvozování příslovcí: easy – easily;
- při stupňování: easy–easier–easiest;
- množného čísla: lady–ladies, ale boy–boys;
- při tvoření 3. osoby jednotného čísla přítomného času: bury–buries, ale play–plays;
- při tvoření minulého času: study–studied, ale play–played.

Předchází-li y samohlásce, vyslovuje se zpravidla /j/: yes.

#### Skupiny samohlásek
Skupiny samohlásek mohou být v přízvučných slabikách čteny, jak je uvedeno v tabulce.
| Písmo      | Nejčastější výslovnost (IPA) | Příklad                 | Jiná výslovnost (IPA) | Příklad          | Výjimky                               |
| ---------- | ---------------------------- | ----------------------- | --------------------- | ---------------- | ------------------------------------- |
| ae         | /iː/                         | aetiology, faeces       |                       |                  |                                       |
| ae před r  | /ɛə/                         | aerodynamics            |                       |                  |                                       |
| ai         | /eɪ/                         | main, train             |                       |                  |                                       |
| ai před r  | /ɛɘ/                         | air, hair               |                       |                  |                                       |
| au         | /ɔː/                         | because, Australia      |                       |                  | /ɑː/ laugh                            |
| ay         | /eɪ/                         | day, stay               |                       |                  |                                       |
| ea         | /iː/ /eɪ/                    | easy, beat break, steak | /ɪɘ/ /ɛ/              | real head, ready |                                       |
| ea před r  | /ɪɘ/                         | ear, near               | /ɜː/                  | earn, earth      |                                       |
| ee         | /iː/                         | deep, free              |                       |                  |                                       |
| ei         | /eɪ/                         | eight, height           | /aɪ/                  | either           |                                       |
| ei před r  | /ɛɘ/                         | their                   |                       |                  |                                       |
| eu         | /juː/                        | euthanasia              |                       |                  |                                       |
| eu před r  | /jʊɘ/                        | Europe                  |                       |                  |                                       |
| ey         | /iː/                         | key                     | /eɪ/                  | hey              |                                       |
| ie         | /iː/                         | field                   | /aɪɘ/ /ɪə/            | hierarchy pierce |                                       |
| io         | /aɪɘ/                        | pioneer                 |                       |                  |                                       |
| oa         | /ɘʊ/                         | coach, goat             |                       |                  |                                       |
| oi         | /ɔɪ/                         | oil, soil               |                       |                  |                                       |
| oo         | /uː/ /ʊ/                     | food, root foot, good   | /ɔː/                  | door, floor      | /ʌ/ blood, flood                      |
| ou         | /aʊ/                         | out, house, mouse       |                       |                  | /ʊ/ could, should, would, /ɑː/ enough |
| ou před gh | /ɔː/                         | ought, brought          |                       |                  |                                       |
| ui         | /uː/                         | fruit, recruitment      | /jʊ/ suit             |                  | /vi:/ suite                           |

### Nepřízvučné samohlásky
V nepřízvučných slabikách se výslovnost samohlásek (skupin i jednotlivých) redukuje (/ɘ/ nebo /ɪ/).

### Souhlásky
Pravopis souhlásek (zápis a čtení) je historicky velmi ovlivněné zdrojem slova, jakého je původu, zda germánského, francouzského nebo latinského. Tabulka ukazuje pravidla, která ale mohou mít jednotlivé výjimky:
| Psaní                           | Obvyklé čtení (IPA)                            | Příklad                              | Alternativa (IPA) | Příklad                                      | Výjimky                                |
| ------------------------------- | ---------------------------------------------- | ------------------------------------ | ----------------- | -------------------------------------------- | -------------------------------------- |
| b, -bb                          | /b/                                            | bit, rabbit                          |                   |                                              |                                        |
| c před e, i, y                  | /s/                                            | centre, city, cyst, face, prince     |                   |                                              | /t͡ʃ/ cello                             |
| c                               | /k/                                            | cat, cross                           |                   |                                              |                                        |
| -cc před e, i                   | /ks/                                           | accept                               |                   |                                              |                                        |
| -cc ostatní                     | /k/                                            | account                              |                   |                                              |                                        |
| ch                              | /t͡ʃ/                                           | chin                                 | /k/ /ʃ/           | chord, archaic machine, parachute, chief     |                                        |
| -ck                             | /k/                                            | check, ticket                        |                   |                                              |                                        |
| ct-                             | /t/                                            | ctenoid                              |                   |                                              |                                        |
| d, -dd                          | /d/                                            | dive, ladder                         |                   |                                              | /d͡ʒ/ gradual, soldier                  |
| -dg                             | /d͡ʒ/                                           | ledger                               |                   |                                              |                                        |
| f, -ff                          | /f/                                            | fine, off                            |                   |                                              | /v/ of                                 |
| g před e, i, y                  | /d͡ʒ/                                           | gentle, magic, gyrate, page, college |                   |                                              | /g/ get, give, girl, begin             |
| g, -gg                          | /g/                                            | go, great, stagger                   |                   |                                              |                                        |
| gh-                             | /g/                                            | ghost, ghastly                       |                   |                                              |                                        |
| -gh                             | němé                                           | dough, high                          | /f/               | laugh, enough                                |                                        |
| -ght                            | /t/                                            | right, daughter, bought              |                   |                                              |                                        |
| gn-                             | /n/                                            | gnome, gnaw                          |                   |                                              |                                        |
| h- po ex                        | němé                                           | exhibit, exhaust                     |                   |                                              | /h/ exhale                             |
| h-                              | /h/                                            | he, alcohol                          |                   |                                              | němé vehicle                           |
| j-                              | /d͡ʒ/                                           | jump, ajar                           |                   |                                              |                                        |
| k                               | /k/                                            | key, bake                            |                   |                                              |                                        |
| kn-                             | /n/                                            | knee, knock                          |                   |                                              |                                        |
| l, -ll                          | /l/                                            | line, hall                           |                   |                                              |                                        |
| m, -mm                          | /m/                                            | mine, hammer                         |                   |                                              |                                        |
| -mb                             | /m/                                            | climb, plumber                       |                   |                                              |                                        |
| mn-                             | /n/                                            | mnemonic                             |                   |                                              |                                        |
| -mn                             | /m/                                            | hymn, autumn, damn                   |                   |                                              |                                        |
| -n před k                       | /ŋ/                                            | link, plonk                          |                   |                                              |                                        |
| n, -nn                          | /n/                                            | nice, funny                          |                   |                                              |                                        |
| -ng                             | /ŋ/                                            | long, singing                        | /ŋg/ /nd͡ʒ/        | England, finger, stronger danger, passenger  |                                        |
| p, -pp                          | /p/                                            | pill, happy                          |                   |                                              |                                        |
| ph                              | /f/                                            | physical, photograph                 |                   |                                              |                                        |
| pn-                             | /n/                                            | pneumonia, pneumatic                 |                   |                                              |                                        |
| ps-                             | /s/                                            | psychology, psychic                  |                   |                                              |                                        |
| pt-                             | /t/                                            | ptomaine, ptosis                     |                   |                                              |                                        |
| q                               | /k/                                            | Iraq                                 |                   |                                              |                                        |
| r, -rr                          | /ɹ/                                            | ray, parrot                          |                   |                                              | němé iron                              |
| rh, -rrh                        | /ɹ/                                            | rhyme, diarrhoea                     |                   |                                              |                                        |
| -s- mezi samohláskami           | /z/                                            | rose, prison                         | /s/               | house, base                                  |                                        |
| koncové -s po neznělé souhlásce | /s/                                            | pets, shops                          |                   |                                              |                                        |
| koncové -s po znělé souhlásce   | /z/                                            | beds, magazines                      |                   |                                              |                                        |
| s, -ss                          | /s/                                            | song, ask, message                   | /z/               | scissors, dessert, dissolve                  | /ʃ/ sugar, tissue                      |
| sc- před e, i, y                | /s/                                            | scene, scissors, scythe              |                   |                                              | /sk/ sceptic                           |
| sch-                            | /sk/                                           | school                               | /ʃ/               | schist, schedule (může se vyslovovat i /sk/) | /s/ schism                             |
| sh                              | /ʃ/                                            | shin, should                         |                   |                                              |                                        |
| t, -tt                          | /t/                                            | ten, bitter                          |                   |                                              |                                        |
| -tch                            | /t͡ʃ/                                           | batch, kitchen                       |                   |                                              |                                        |
| th                              | /θ/ nebo /ð/                                   | thin, them                           | /t/               | thyme, Thames                                |                                        |
| v, -vv                          | /v/                                            | vine, bower                          |                   |                                              |                                        |
| w-                              | /w/                                            | we                                   |                   |                                              |                                        |
| wh- před o                      | /h/                                            | who, whole                           |                   |                                              | /w/ whorl, whop, whopper, whortleberry |
| wh-                             | /w/ (/ʍ/ v nářečích, kde tento foném existuje) | wheel, whale                         |                   |                                              |                                        |
| wr-                             | /ɹ/                                            | wrong                                |                   |                                              |                                        |
| x-                              | /z/                                            | xylophone                            |                   |                                              |                                        |
| -xc před e, i                   | /ks/                                           | excellent, excited                   |                   |                                              |                                        |
| -xc                             | /ksk/                                          | excuse                               |                   |                                              |                                        |
| -x                              | /ks/                                           | box                                  |                   |                                              |                                        |
| y-                              | /j/                                            | yes                                  |                   |                                              |                                        |
| z, -zz                          | /z/                                            | zoo, fuzz                            |                   |                                              |                                        |

### Skupiny samohlásek a souhlásek
| Písmo                                   | Nejčastější výslovnost (IPA) | Příklad                      | Jiná výslovnost (IPA) | Příklad            | Výjimky                  |
| --------------------------------------- | ---------------------------- | ---------------------------- | --------------------- | ------------------ | ------------------------ |
| qu-                                     | /kw/                         | queen, quick                 | /k/                   | liquor, mosquito   |                          |
| -cqu                                    | /kw/                         | acquaint, acquire            |                       |                    |                          |
| gu- před e, i                           | /g/                          | guest, guide                 | /gw/                  | linguistics        |                          |
| alf                                     | /ɑːf/                        | calf, half                   |                       |                    |                          |
| alm                                     | /ɑːm/                        | calm, almond                 |                       |                    | /æm/ salmon              |
| olm                                     | /əʊm/                        | holm (oak)                   |                       |                    |                          |
| alk                                     | /ɔːk/                        | walk, chalk                  |                       |                    |                          |
| olk                                     | /əʊk/                        | yolk, folk                   |                       |                    |                          |
| al, all                                 | /ɔːl/                        | bald, call, falcon           |                       |                    | /æl/ shall               |
| ol, oll                                 | /əʊl/                        | old, roll                    |                       |                    |                          |
| nepřízvučné ex- před samohláskou nebo h | /ɪgz/                        | exist, examine, exhaust      | /ɪks/                 | exhale             |                          |
| nepřízvučné ci- před samohláskou        | /ʃ/                          | special, gracious            | /si/                  | species            |                          |
| nepřízvučné sci- před samohláskou       | /ʃ/                          | conscience                   |                       |                    |                          |
| nepřízvučné -si před samohláskou        | /ʃ/                          | expansion                    | /ʒ/                   | division, illusion |                          |
| nepřízvučné -ssi před samohláskou       | /ʃ/                          | mission                      |                       |                    |                          |
| nepřízvučné -ti před samohláskou        | /ʃ/                          | nation, ambitious            | /ʒ/                   | equation           | /ti/ patio, /taɪ/ cation |
| nepřízvučné -ture                       | /tʃə/                        | nature, picture              |                       |                    |                          |
| nepřízvučné -sure                       | /ʒə)/                        | leisure, treasure            |                       |                    |                          |
| nepřízvučné -zure                       | /ʒə/                         | seizure                      |                       |                    |                          |
| nepřízvučné -ften                       | /fən/                        | soften, often                |                       |                    |                          |
| nepřízvučné -sten                       | /sən/                        | listen, fasten               |                       |                    |                          |
| nepřízvučné -stle                       | /səl/                        | whistle, rustle              |                       |                    |                          |
| koncové -le po souhlásce                | /əl/                         | little, table                |                       |                    |                          |
| koncové -re po souhlásce                | /ə/                          | metre, fibre                 |                       |                    |                          |
| koncové -ngue                           | /ŋ/                          | tongue                       |                       |                    |                          |
| koncové -gue                            | /g/                          | catalogue, plague, colleague | /gju/                 | argue              |                          |
| koncové -que                            | /k/                          | mosque, bisque               | /keɪ/                 | risqué             | /kju/ barbeque           |
| koncové -ed po /t/ nebo /d/*            | /ɪd/                         | waited                       |                       |                    |                          |
| koncové -ed po neznělé souhlásce        | /t/                          | topped                       |                       |                    |                          |
| koncové -ed po znělé souhlásce          | /d/                          | failed, ordered              |                       |                    |                          |
| koncové -es                             | /ɪz/                         | washes, boxes                |                       |                    |                          |